# Елън Роуд
„Елънд Роуд“ е футболният стадион на ФК „Лийдс“, разположен в предградието Бийстън на едноименния град Лийдс.
Стадион „Елънд Роуд“ е отворен през 1897. Първият футболен мач, изигран на него, е дебютът на новосформирания „Лийдс Сити“ срещу тима на „Хъл“, загубен от йоркширци с 0:2. В наши дни това е един от 12-те стадиона с най-голям капацитет в Англия.
Домакинства на няколко футболни срещи от Европейското първенство по футбол, проведено през 1996 г. в Англия. Настощият капацитет на стадиона е от 39 460 зрители. Рекордът по посещаемост на стадиона е поставен през 1967 г., когато домакините от Западен Йоркшир посрещат отбора на „Транмиър“ в решаващ мач за Купата на Лигата.
През 1982 г. на „Елънд Роуд“ гостува световноизвестната британска група „Куийн“, което отново е повод за голям зрителски интерес.
В една от последните анкети на Английската футболна асоциация, запалянковците определят стадион „Елънд Роуд“ като едно от най-шумните спортни съоръжения в Англия заради невероятната акустика, която създават привържениците по време на футболните срещи.